# Christiansen Point
Der Christiansen Point ist eine weitgehend unvereiste Landspitze an der Ingrid-Christensen-Küste des ostantarktischen Prinzessin-Elisabeth-Lands. Sie liegt 0,8 km südlich der Wyatt-Earp-Inseln in den Vestfoldbergen und ist von Dykes aus schwarzem Basalt durchzogen.
Das Antarctic Names Committee of Australia benannte sie 1978 nach Colin Christiansen, der 1958 die 1939 vom australischen Polarforscher Hubert Wilkins in den Walkabout Rocks hinterlassenen Aufzeichnungen entdeckt und 1971 auf der Mawson-Station, 1975 auf der Casey-Station sowie 1977 auf der Davis-Station überwintert hatte.